# Andrea di Bartolo Cini

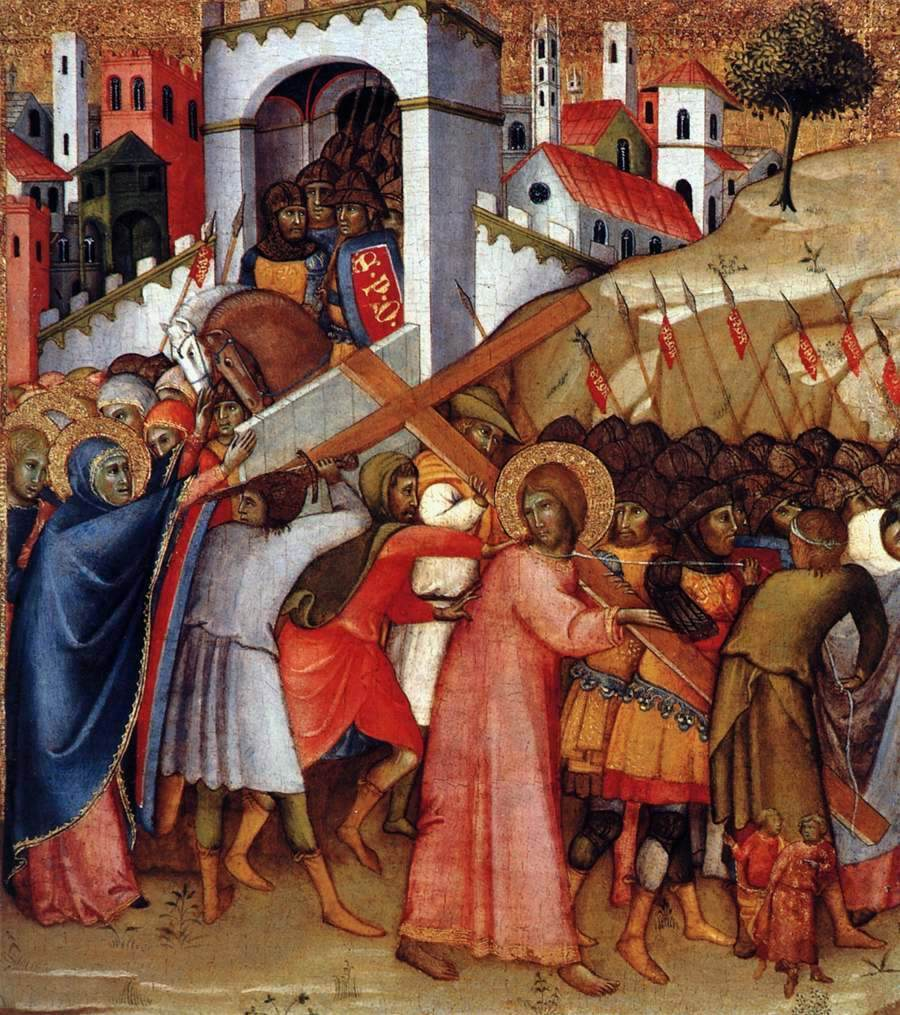
Cristo camino del Calvario, temple sobre tabla, 54,5 x 49,2 cm, Madrid, Museo Thyssen-Bornemisza.

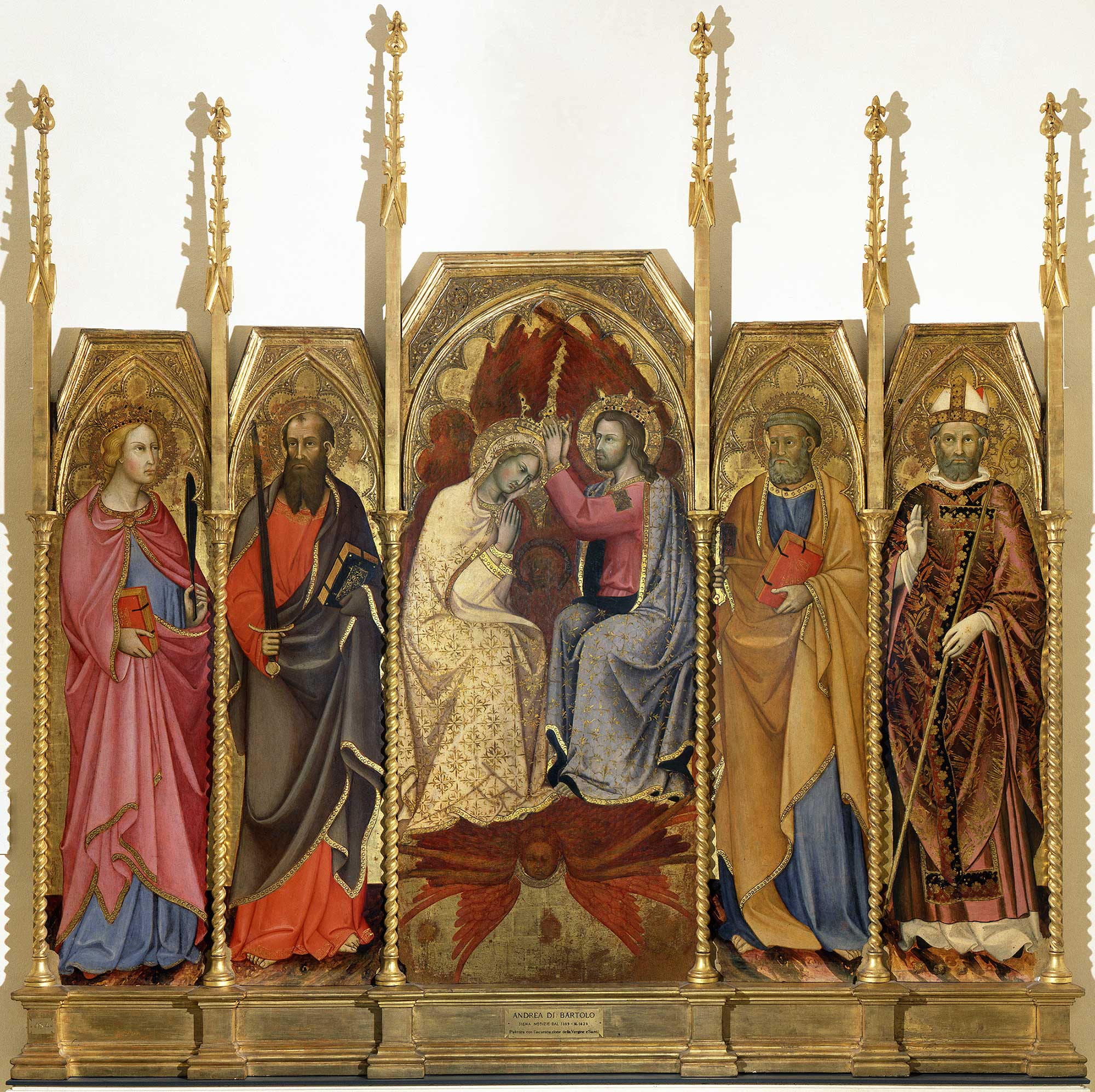
Incoronazione della vergine ("Coronación de la Virgen"), pinacoteca de Brera.

Andrea di Bartolo Cini (entre 1360 y 1370 - 1428) fue un pintor italiano del gótico final, activo entre 1389 y 1428 y adscrito a la escuela sienesa. Hijo de  Bartolo di Fredi, se formó en el taller de su padre, que continuaron sus hijos: Ansano y Giovanni. Su estilo se asocia a la obra de Simone Martini y Duccio di Buoninsegna.

## Selección de obras
- Coronación de la Virgen, políptico para Montalcino, en el que trabajó junto a su padre.
- Santa Catalina de Siena, para Murano (Pinacoteca de Brera, Milán).
- Varias tablas en las que repite el motivo de la virgen de la humildad, destinadas a cada una de las celdas de las monjas del convento de las dominicas de Venecia, fechadas en 1394 (se conserva una de ellas en el Brooklyn Museum, Nueva York).
- Cristo llevando la Cruz (Museo Thyssen-Bornemisza, Madrid), que reproduce el tema y tratamiento de una obra de Simone Martini.
- La Santa Cena (Pinacoteca Nacional de Bolonia).
- Santa Lucía (Ashmolean Museum, Oxford).